# Grisignano di Zocco
Grisignano di Zocco (velenceiül Grixinjan de Soco) település Olaszországban, Veneto régióban, Vicenza megyében. Lakosainak száma 4297 fő (2023. január 1.). Grisignano di Zocco Campodoro, Mestrino, Veggiano, Camisano Vicentino, Grumolo delle Abbadesse és Montegalda községekkel határos.

## Népesség
A település népességének változása:
| Lakosok száma | 4286 | 4293 | 4297 |
|               | 2017 | 2018 | 2023 |